# Spermacoce pilifera
Spermacoce pilifera là một loài thực vật có hoa trong họ Thiến thảo. Loài này được Bacigalupo miêu tả khoa học đầu tiên năm 1972.